# Herrera Oria (métro de Madrid)
Herrera Oria est une station de la ligne 9 du métro de Madrid, en Espagne. Elle est établie sous la rue Ginzo-de-Limia, près de l'intersection avec l'avenue du Cardinal-Herrera-Oria, dans l'arrondissement de Fuencarral-El Pardo.

## Situation sur le réseau
La station se situe entre Mirasierra au nord-ouest, en direction de Paco de Lucía et Barrio del Pilar au sud, en direction de Arganda del Rey. 

## Histoire
La station est mise en service le 3 juin 1983 lors de l'ouverture de la première section nord de la ligne, appelée alors 9B ou 9N. Le réseau de métro atteint alors 100 kilomètres et pour cette occasion l'inauguration est présidée par le roi Juan Carlos. Le 24 février 1986, elle devient le terminus nord de la ligne 9 et le demeure jusqu'au 28 mars 2011 quand est mis en service le prolongement jusqu'à Mirasierra.

## Services aux voyageurs

### Accès et accueil
La station possède deux bouches et n'est pas accessible aux personnes à mobilité réduite.

### Intermodalité
La station est en correspondance avec les lignes d'autobus n°49, 67, 124, 127, 133, 134 et N23 du réseau EMT, ainsi qu'avec la ligne d'autocar interurbain n°815.

## À proximité
Le parc Ginzo de Lima et un centre de santé sont situés près de la station.